# Смит, Ян
Ян Дуглас Смит (англ. Ian Douglas Smith, 8 апреля 1919, Селукве — 20 ноября 2007, Кейптаун) — родезийский политик и государственный деятель. Глава правительства британского доминиона Южная Родезия с апреля 1964 по ноябрь 1965 года. Лидер движения родезийских националистов за независимость Родезии, председатель партии Родезийский фронт. В 1965—1979 годах — премьер-министр самопровозглашённого государства Родезия. В независимой Зимбабве — оппозиционный политик.

## Происхождение и юность
Ян Смит родился в Селукве, маленьком шахтёрском и фермерском городке приблизительно в 300 километрах к югу от Солсбери. Имел двух сестёр, был младшим ребёнком в семье (младший брат Яна умер в младенчестве от пневмонии).
Отец Яна — Джон Дуглас Смит, шотландец по происхождению — эмигрировал в Южную Родезию из Гамильтона в 1898 году. Рассчитывал стать золотоискателем, но не обнаружил месторождения. Завёл ферму, автомастерскую, шахту, открыл мясные и бакалейные лавки при четырёх шахтах в районе Селукве. Разводил скаковых лошадей, считался одним из известнейших наездников Родезии. Стал победителем дерби в честь коронации Георга V в 1911 году. Председательствовал в спортивных клубах по регби и крикету.
Смит-старший был также общественным активистом, деятелем местного самоуправления, капитаном местных волонтёров. Служил в городском правлении Селукве, председательствовал в национальном военном фонде. Основал в Селукве масонскую ложу. Во время Второй мировой войны занимался сбором средств на военные нужды Великобритании, за что был награждён Орденом Британской Империи.
Мать Яна — Агнес Хадсон — была родом из Камбрии (Англия). Основала в Селукве отделение Женского института Родезии. Также была удостоена Ордена Британской Империи.
По воспоминаниям Яна Смита, родители воспитывали его на твёрдых моральных принципах, британских традициях и уважении к правам человека любой расы: «Отец говорил мне, что мы имеем право на свою половину страны, чёрные — на свою». В то же время эта концепция предполагала определённый уровень расовой сегрегации и однозначное социальное доминирование белой общины.
Получив начальное образование в местной школе Селукве, Ян Смит поступил в среднюю школу Гверу. Увлекался спортом, был капитаном школьных команд по регби, крокету и теннису. Впоследствии Ян Смит заметил: «Я был абсолютно помешан на спорте. Оглядываясь назад, я признаю, что мне следовало бы уделять больше времени учёбе и меньше — спорту».
После окончания школы Ян Смит поступил в Университет Родса в Грэхэмстауне (ЮАС), учился на коммерсанта.

## Военная служба
Во время Второй мировой войны Ян Смит прервал курс учёбы и отправился на службу в британских королевских ВВС. При этом он обошёл запрет студентам прерывать обучение для прохождения военной службы.
После окончания тренировочного курса пилотажа Смиту было присвоено звание лейтенанта. Служил на Ближнем Востоке. В Баальбеке проходил подготовку на «Харрикейнах», в оккупированном британцами Южном Иране прикрывал нефтяные промыслы от возможных атак Люфтваффе.
4 октября 1943 года, при посадке в условиях песчаной бури, шасси самолёта зацепились за крышу бомбоубежища и самолёт Яна Смита потерпел крушение. Сам он сильно пострадал, получив серьёзные повреждения лица, перелом челюсти, ноги и плеча, а также травму позвоночника. Пять месяцев он провёл в британском военном госпитале Каира. После выписки из госпиталя Смит отказался от предложения вернуться в Родезию, чтобы стать лётным инструктором, и был переведён на Корсику в 237-ю «Родезийскую эскадрилью» Королевских ВВС.
Летом 1944 года 237-ю эскадрилью перевели в Италию. 22 июня «Супермарин Спитфайр» Яна Смита был подбит немецкими ПВО над Паданской равниной. Семья местных крестьян помогла ему укрыться от немецких патрулей и установить контакт с итальянскими партизанами-«гарибальдийцами». В течение трёх месяцев Ян Смит участвовал в боевых действиях итальянского Сопротивления. Впоследствии его переправили к французским партизанам — маки и далее в Лондон. Оттуда в начале 1945 года Ян Смит был переведён в 130-й эскадрон королевских ВВС в Западную Германию. Закончил войну в Норвегии.
После войны Ян Смит окончил обучение в Университете Родса и получил степень бакалавра торгового дела. Во время обучения Смит был избран председателем студенческого совета. После окончания учёбы купил ферму в окрестностях Селукве. В 1948 году женился на Джанет Уотт, овдовевшей учительнице из ЮАР. В 1949 году у них родился сын Алек. Ян Смит усыновил двух детей Джанет от первого брака — сына Роберта и дочь Джин. Впоследствии Джин станет женой известного родезийского фолк-рок-исполнителя Клема Толета.

## Политик родезийского национализма
С 1948 года Ян Смит активно включился в родезийскую политику. Успешно участвовал в парламентских выборах 1948 года в качестве кандидата от Либеральной партии Южной Родезии. Был избран от Селукве в Законодательное собрание Южной Родезии, став самым молодым родезийским парламентарием. Впоследствии был избран председателем Комитета по государственным счетам. В 1953 году поддержал создание Федерации Родезии и Ньясаленда — объединение Южной Родезии с Северной Родезией (ныне Замбия) и Ньясалендом (ныне Малави). Вступил в Объединённую федеральную партию (UFP) премьер-министра Годфри Хаггинса. На выборах 1953 года был избран в федеральный парламент от провинции Мидлендс.
После выборов 1958 года Ян Смит был назначен главным парламентским партийным организатором и представителем в Парламентской ассоциации Содружества Наций. Однако вскоре он разочаровался в UFP и в новом премьер-министре Рое Веленски. На съезде партии в 1961 году Смит публично осудил платформу партии в части предложений по новой конституции Южной Родезии. Он отверг проект закрепления 15 из 65 мест в парламенте Южной Родезии за представителями чернокожего населения. По мнению Смита, это шло вразрез с принципами партии: «Наша политика в прошлом всегда заключалась в том, что правительство Родезии формируется на основе заслуг и в том, что никого не должно волновать, являешься ли ты чёрным или белым».
Политические взгляды Яна Смита основывались на родезийском национализме — представлении о родезийских англоафриканцах как о самостоятельной нации (подобно африканерам ЮАР), претендующей на национальную независимость и государственный суверенитет. К началу 1960-х Смит был твёрдым и последовательным сторонником провозглашения независимости Родезии под управлением белой общины. Под его лидерством сформировался круг националистических активистов, преимущественно фермеров и плантаторов.
В начале 1962 года Ян Смит покинул UFP и основал Родезийскую партию реформ. В том же году она объединилась с Доминионной партией и получила название Родезийский фронт (RF). Первоначально председателем новой партии был крупный предприниматель табачного кластера Уинстон Филд. На выборах в 1962 RF одержал победу, Филд стал премьер-министром Южной Родезии.
Умеренная позиция Филда в вопросе о независимости вызвала недовольство радикальных родезийских националистов. Группа влиятельных деятелей RF — Дуглас «Босс» Лилфорд, Питер ван дер Бил, Джон Врэтхолл, Клиффорд Дюпон, Десмонд Ларднер-Бёрк, Джеральд Кларк, Джон Хаумэн — консолидировалась вокруг Яна Смита. Решающую финансовую и организационную поддержку Смиту оказал табачный магнат Босс Лилфорд, выделивший крупную сумму на политические цели. Эту ситуацию описал в своих мемуарах сам Смит с выражением благодарности Лилфорду.
В апреле 1964 года Ян Смит сменил Уинстона Филда на постах председателя RF и премьер-министра Южной Родезии. Смит стал первым главой южнородезийского правительства — уроженцем Южной Родезии (до того этот пост занимали выходцы из Великобритании).
На выборах 1965 года Родезийский фронт одержал триумфальную победу. Был взят курс на провозглашение независимости.

## Премьер независимой Родезии

### Государство
11 ноября 1965 года в 11 часов 11 минут правительство Яна Смита приняло Декларацию об одностороннем провозглашении независимости Южной Родезии от Великобритании. Страна получила название Родезия. В 1970 году Родезия была провозглашена республикой. Бессменным главой правительства являлся Ян Смит. Ключевые посты в правительстве заняли его ближайшие сподвижники по руководству RF.

Мы нанесли удар во имя справедливости, цивилизации и христианства.

Ян Смит

Британский премьер-лейборист Гарольд Вильсон объявил действия Смита мятежом против короны. Левые повстанческие движения зимбабвийских националистов ZAPU и ZANU не признали родезийской государственности и призвали правительство Вильсона применить силу против «расистского режима Смита» (однако от этого варианта Вильсон сразу отказался). Напряжённые переговоры родезийской делегации Смита с британской делегацией Вильсона у берегов Гибралтара на военных кораблях Tiger (декабрь 1966) и Fearless (октябрь 1968) не привели ни к какому результату.
Родезия была исключена из Британского Содружества. По предложению Лондона ООН ввела против Родезии международные санкции. Ни одно государство мира не признало родезийской независимости. Негативная позиция международного сообщества была обусловлена тем, что решение принималось на основании позиции лишь белого населения, без равноправного учёта мнения чёрного большинства. Со своей стороны, Родезийский фронт и лично Ян Смит категорически возражали против «чёрного правления», утверждая, что оно будет означать марксистскую диктатуру и разрушительный хаос.
Социально-политический строй Родезии считался расистским, но он заметно отличался от апартеида ЮАР. Господство белого меньшинства в Родезии обеспечивалось не столько карательно-административными, сколько экономическими методами, прежде всего жёстким имущественным и образовательным цензами, отсекавшими основную массу чернокожих от участия в выборах.

Законов апартеида в Родезии не вводили. Формально родезийцы всех цветов имели равные права. Да и на уровне бытовой повседневности отношение к чернокожим было гораздо лояльнее. Партия Смита отстаивала не расовую иерархию, а социальный порядок… Такие люди, как Смит и Лилфорд, с их прагматичным англосаксонским мышлением, не заморачивались расовой мистикой «Брудербонда». Теоретически они ничего не имели против демократии. Для белой общины действовал британский парламентаризм. Но не для чёрных. Почему, объяснил сам Ян Смит со свойственным ему чёрным юмором: в Африке формула «один человек — один голос» имеет продолжение — «один раз»…

### Политика
Скандальный резонанс в мире вызвала фраза Смита, произнесённая в телевыступлении 20 марта 1976 года: «Я не верю в правление большинства в Родезии даже через тысячу лет». Это высказывание подавалось как расистский цинизм. Однако цитата вырывалась из контекста, поскольку далее следовало: «Повторю: я верю в совместную работу чёрных и белых. Но если сегодня правят белые, а завтра — чёрные, это станет катастрофой Родезии». «Будущее Родезии — страна белых и чёрных, а не белых или чёрных», — говорил также Смит, но эти слова мировой прессой не цитировались.
Среди белых родезийцев Ян Смит пользовался высоким авторитетом и широкой популярностью. Помимо прочего, этому способствовала откровенно популистская социально-экономическая политика.

В белой социалке Родезийский фронт давал фору любой партии Социнтерна: щедрые госсубсидии фермерам, твёрдые соцгарантии рабочим. Зато негров призывали пользоваться благами частной инициативы, предаваться предпринимательскому творчеству в условиях свободной конкуренции. Понятно, что при таком соревновании велосипеда с самолётом имущественный ценз работал безотказно… Крупный белый капитал был недоволен политикой Смита. Раздутая социалка для белых фермеров и рабочих рассматривалась как возмутительный популизм. Но если капиталисты на Смита косились, то рабочие и крестьяне были его опорой. Наряду, конечно, с белыми чиновниками и офицерами.

Важным элементом личного мировоззрения Яна Смита и политики его правительства был антикоммунизм. Война в Южной Родезии, противостояние с марксистскими ZANU и ZAPU рассматривались как один из участков глобальной Холодной войны. В СССР Родезия характеризовалось как «одно из самых реакционных государств на Земном шаре», Ян Смит причислялся к «пожарной команде мирового империализма» (наряду с Франсиско Франко, Антониу Салазаром, Альфредо Стресснером, Франсуа Дювалье, Балтазаром Форстером, Пак Чжон Хи, Нгуен Као Ки).

### Война
Практически всё существование Родезии прошло в условиях гражданской войны правительства RF с ZAPU и ZANU. Особую интенсивность она приобрела с 1971—1972, а с 1975 года стала представлять серьёзную опасность для белых гражданских лиц. Военное превосходство правительственных сил под командованием генерала Питера Уоллса над партизанскими движениями было несомненным, но подавить их не удавалось. Большие трудности создавал международный бойкот Родезии (к которому с 1979 года фактически присоединилась ЮАР), в то время как ZAPU и ZANU пользовались поддержкой СССР и его союзников по Варшавскому договору, КНР и КНДР. Директор спецслужбы CIO Кен Флауэр пытался убедить Смита в бесперспективности войны и неизбежной политической победе повстанцев даже при их военном поражении.
С середины 1970-х правительство Смита пыталось наладить диалог с умеренным крылом негритянской элиты на объединяющей основе антикоммунизма. Переговоры велись с племенным вождём Джереми Чирау, методистским епископом Абелем Музоревой, бывшим лидером ZANU Ндабанинги Ситоле. 3 марта 1978 года Ян Смит заключил с Музоревой, Ситоле и Чирау соглашение о внутреннем урегулировании — постепенном переходе к многорасовому правлению. Все четверо вошли в состав Исполнительного совета, призванного организовать процессы переходного периода. Тогда же были сформированы Вспомогательные силы безопасности из чернокожих антикоммунистов.
Эти шаги вызвали резкое недовольство последовательных белых расистов. Неонацистская Родезийская партия белых людей, запрещённая за антисемитские выступления, объявляла Смита «сионистско-коммунистическим агентом». Двенадцать депутатов парламента вышли из RF и учредили ультраконсервативную Родезийскую партию действия во главе с фермершей Иной Бэрси. Под лозунгом «Спасти Родезию!» они требовали отказа от переговоров и ужесточения репрессивной политики. С другой стороны, была создана либеральная партия Сила национального единения во главе с известным учёным-животноводом Алланом Сэвори, которая, напротив, добивалась национального примирения и расового равноправия. Но, несмотря на появление активной оппозиции, на выборах 1977 Родезийский фронт снова получил все 50 «белых» мест. Ян Смит оставался непререкаемым авторитетом для белых избирателей.
В этот период ухудшается экономическое положение страны. Дефицит госбюджета за 1977—1978 годы достиг 81 млн, а в 1979 году — 135 млн родезийских долларов. В июле 1979 Ян Смит вынужден был признать, что военные расходы возросли в четыре раза до 1,1 млн родезийских долларов в день. Имели место забастовки африканских рабочих в крупнейших промышленных центрах, носившие политический характер. Правительство прибегло к арестам.

## Уход от власти
В январе 1979 года был проведён конституционный референдум в белой общине, в апреле — парламентские выборы с участием чернокожих избирателей. Наибольшее количество мандатов — 51 — получил Объединённый африканский национальный совет (UANC) епископа Музоревы. Второе место — 28 мандатов — занял Родезийский фронт. 1 июня 1979 года было провозглашено создание нового государства Зимбабве-Родезия. Правительство возглавил Абель Музорева. Ян Смит получил пост министра без портфеля.
Партизанские движения не признали новое правительство и продолжили вооружённую борьбу. Международного признания Зимбабве-Родезия также не получила.
Внутреннее и внешнее давление — прежде всего со стороны британского правительства Маргарет Тэтчер и американской администрации Джимми Картера — вынудило Музореву и Смита согласиться на прямые переговоры с ZANU и ZAPU. В сентябре-декабре 1979 года в Лондоне состоялась Ланкастерхаузская конференция. В соответствии с заключённым соглашением, 21 декабря 1979 года Южная Родезия была временно восстановлена в статусе британской колонии.
В феврале 1980 года состоялись всеобщие выборы. Смит и его сторонники ориентировались на партии Абеля Музоревы, Джошуа Нкомо или Джеймса Чикеремы, но они очевидно не имели шансов на победу. Незадолго до голосования Ян Смит встретился с Питером ван дер Билом и командующим родезийской армией генералом Питером Уоллсом. Обсуждались способы противодействия ZANU Мугабе. Смит и ван дер Бил настаивали на военном вмешательстве, если Мугабе одержит победу. Но Уоллс полагал время упущенным.
Уверенную победу на выборах одержал ZANU Мугабе. Родезийский фронт получил в 100-местном парламенте все 20 мандатов, отведённых по квоте белому населению.
18 апреля 1980 года была провозглашена независимость Зимбабве.

## Оппозиционер в Зимбабве
В новых условиях Родезийский фронт продолжал выражать и отстаивать интересы белых граждан Зимбабве. При этом Ян Смит, избранный в парламент по квоте для белых (20 мандатов из 100), поначалу призывал белых граждан не эмигрировать из Зимбабве, «дать Мугабе шанс».
Родезийский фронт находился в оппозиции режиму Мугабе. Ян Смит характеризовал режим Мугабе как марксистско-ленинскую диктатуру, критиковал за коррупцию и управленческую некомпетентность. В 1982 году, когда правительство Мугабе подвергло репрессиям бывших союзников из ZAPU, Джошуа Нкомо охарактеризовал положение в Зимбабве, как «худшее, чем при Смите». Тогда же более половины депутатской фракции RF вышли из партии и создали Независимую группу Зимбабве, ориентированную на поддержку правительства.
Несмотря на регулярные угрозы со стороны Мугабе, Ян Смит и его сподвижники не подвергались прямым репрессиям. Сдержанность властей объяснялась имиджевым интересом: в контактах с иностранными представителями Мугабе называл пребывание Смита на свободе доказательством своего демократизма и миролюбивого настроя. Однако Дуглас Лилфорд в декабре 1985 года был убит неизвестными на собственной ферме.
В июне 1981 года партия была переименована в Республиканский фронт. В июле 1984 года название было вновь сменено на Консервативный альянс Зимбабве (CAZ). На выборах 1985 CAZ получил 15 мест в парламенте.
В 1987 году правительство ZANU осуществило конституционную реформу, установив президентскую систему — главой государства стал Мугабе — и ликвидировав «белую квоту» в парламенте. Тем самым были устранены шансы CAZ на представительство в законодательном органе. Вскоре после этого Ян Смит оставил руководство CAZ.
В июле 1992 года Ян Смит провёл расширенное совещание с целью создания оппозиционной коалиции. Наряду с CAZ, во встрече участвовали представители UANC Абеля Музоревы, ZANU — Ndonga Ндабанинги Ситоле, ZUM Эдгара Текере, FP Энока Думбутшены. Однако проект не удалось реализовать. Партия и правительство Мугабе плотно контролировали политическую систему Зимбабве.

Поначалу вокруг него консолидировалась оппозиция, причём не только белая, но и чёрная. Но из политики Смита постепенно выжали. И тогда он превратился в морального бунтаря-обличителя. Но не пафосного, а едко-ироничного. Например, предложил Мугабе выбрать любое место в стране и пройтись вдвоём без охраны: «Посмотрим, как встретят меня, а как — вас». Что интересно, Мугабе отказался.

## Последние годы
Несмотря на давление властей, Ян Смит, даже отойдя от политики, отказывался покинуть страну. В 2000 году он демонстративно вернулся из Лондона в Хараре несмотря на угрозы Мугабе арестовать его в аэропорту за критические выступления. Арест не состоялся, и Смит с сарказмом говорил журналистам о «психической неуравновешенности» зимбабвийского президента.
В начале 2000-х Ян Смит активно выступал в поддержку белых фермеров и чёрных работников, становившихся жертвами насилия. Резко критиковал власти и погромное движение. На некоторое время он снова активно включился в политику.

Когда режим Мугабе погрузился в кровь и насилие, африканцы всех взглядов собирались в доме Смита, чтобы посоветоваться с ним.

Жил на своей ферме. Написал мемуары The Great Betrayal. Охотно давал интервью, в которых критиковал Мугабе за коммунистические методы правления. Говорил, что прежде гордился Родезией, но не находит сил гордиться Зимбабве.
Из-за ухудшения здоровья в 2005 году Смит переехал в ЮАР и поселился в доме престарелых южного пригорода Кейптауна.
Скончался 20 ноября 2007 года в возрасте 88 лет в Кейптауне, от инсульта.
Ян Смит — кавалер Награды независимости Родезии и великий командир Ордена Легиона Заслуг Родезии.